# سید امیر حسینی
سید امیر حسینی (متولد ۱۳۳۳) مدیر ورزشی اهل ایران است. حسینی از سال ۱۳۶۰ به عنوان نایب رئیس، دبیرکل و عضو هیئت اجرایی در کمیته ملی المپیک ایران حضور داشت و ریاست آکادمی ملی المپیک را هم در کارنامه دارد.

## زندگی
او از سال ۱۳۷۵ تا ۱۳۷۹ دبیری کمیته ملی المپیک ایران را بر عهده داشت و مدتی نیز معاون فرهنگی سازمان تربیت بدنی و سپس رئیس آکادمی المپیک بود.
حسینی ریاست چند فدراسیون ورزشی را در ایران بر عهده داشته‌است.
او اکنون رئیس فدراسیون ورزش کارگری است.